# زرشک جیمسون
زرشک جیمسون (نام علمی: Berberis jamesonii) نام یک گونه از سرده زرشک است.